# 仁川都市鉄道
仁川都市鉄道（インチョンとしてつどう）は、仁川交通公社が運営している大韓民国仁川広域市の都市鉄道であり、首都圏電鉄に属する運行系統に属している。1999年に仁川広域市初の都市鉄道朴村~東幕間が開通した。
2009年には1号線が国際業務地区駅まで延長されており、2016年には2号線が新規開業した。

## 路線

### 1号線
桂陽駅から松島月光祝祭公園駅までを結ぶ都市鉄道である。 1999年10月6日に朴村~東幕間が開通し、路線延長は29.4kmである。 2005年1日平均乗車人員は約14万3千人であり、1日平均下車人数は約13万3千人である。
これから松島国際都市路線に仁川タワー区間が追加で設置される予定であり、桂陽駅から黔丹まで仁川都市鉄道1号線を延長する計画がある。

### 2号線
2016年に第1段階区間を開通した。

### 3号線
仁川都市鉄道3号線は、桃源駅を起点とする循環路線で、開通時期はまだ決まっていない。